# William Duddell

William Du Bois Duddell

William Du Bois Duddell (* 1. Juli 1872 in London; † 4. November 1917 ebenda) war ein englischer Elektroingenieur und Erfinder.

## Leben
Er wurde als Sohn von Frances Kate Du Bois (1852–1931) in London geboren, die ab 1881 mit George Duddell (1821–1887), einem Landbesitzer aus Brighton verheiratet war. Seine Jugend verbrachte er überwiegend in Cannes, Frankreich. Dort besuchte er das Stanislas-Gymnasium. Auf den Besuch einer der großen Schulen in England musste er wegen seiner labilen Gesundheit verzichten. Über ihn wird berichtet, seine außergewöhnliche Begabung zum Bau von Geräten und Instrumenten habe sich bereits im Alter von vier Jahren gezeigt. Er soll in diesem Alter seinen ersten Automaten durch Einbau eines Uhrwerks in eine Spielzeugmaus konstruiert haben.
Nach der Schulzeit studierte er bei William Edward Ayrton am Central Technical College in London und begann sich intensiv mit Elektrotechnik zu beschäftigen. Von 1890 bis 1893 absolvierte er eine Lehre bei Davey, Paxman and Co in Colchester. Im Jahr 1893 entwickelte er den von André-Eugène Blondel erfundenen elektromagnetischen Nadel-Oszillographen zum Saiten-Oszillographen weiter und konnte Wechselströme mit hoher Genauigkeit messen und in Kurven aufzeichnen. Indem er das in der Apparatur von Blondel verwendete Eisenblättchen durch ein schmales, etwa 02, bis 0,3 mm starkes Eisenband ersetzte, erzielte er Eigenfrequenzen bis 50.000 Hz.
Von 1893 bis 1901 unterrichtete er am City and Guilds of London Institute und nutzte deren Einrichtungen, um eingehend mit elektro-physikalischen Apparaturen zu experimentieren und sich dabei eigene Geräte, vor allem Messinstrumente zu bauen. Neben seinem Oszillographen konstruierte er ein Thermo-Amperemeter und ein Thermo-Galvanometer. Seine große Bekanntheit erlangte er aber mit dem „singenden Lichtbogen“ (engl.: „Singing Arc“), den er am 13. Dezember 1900 vor der Londoner Institution of Electrical Engineers (IEE) präsentierte. Bevor Edison 1880 auf seine Glühlampe ein Patent erhalten hatte, waren Kohlebogenlampen verbreitet, vor allem als erste elektrische Straßenbeleuchtungen. Einer noch breiteren Anwendung der Technik stand als Nachteil im Weg, dass der Lichtbogen auch ein deutlich hörbares, überwiegend als sehr unangenehm empfundenes elektrostatisches Brummen oder Zischen erzeugte. Duddell unternahm in öffentlichem Auftrag Versuche, dieses Brummen zu beseitigen, als er zufällig die heute „Duddell-Effekt“ genannte Wirkung entdeckte, die durch Parallelschaltung eines Schwingkreises aus einer Spule mit hoher Selbstinduktion und einem Kondensator zu beobachten ist. Der Lichtbogen kann zu Schwingungen angeregt werden, deren Frequenz in einem für das menschliche Gehör wahrnehmbaren Bereich liegt, so dass die Versuchsanordnung Töne erzeugt, die auch ohne Verstärkung durch einen Lautsprecher zu hören sind. Die Tonhöhe hing von der Wechselstromfrequenz im Kondensatorkreis ab. Im Jahr 1901 veröffentlichte er dazu einen bedeutenden Aufsatz, der von der Royal Society präsentiert wurde und der auch in Deutschland unter dem Titel „Über neue Wirkungen des Gleichstromlichtbogens“ erschienen ist. Duddell ergänzte eine Tastatur und konstruierte damit eines der ersten elektrischen Musikinstrumente. Bei den anschließend sehr zahlreichen Vorführungen des Instruments, soll er die Hymne God Save the Queen darauf gespielt haben.
Auch die auf den „singenden Bogen“ aufbauende Erfindung des Lichtbogensenders stammt noch von ihm selbst und nicht erst vom dänischen Erfinder Valdemar Poulsen. Duddell konstruierte einen Gleichstrom-Lichtbogen-Sender für 120 kHz und verschiedene funktechnische Messgeräte. Für den praktischen Einsatz eignete sich aber erst die von Poulsen entwickelte, wesentlich ausgereiftere Konstruktion, die ungedämpfte Schwingungen mit einer Frequenz bis zu 250 kHz erzeugen konnte.
Im Jahr 1907 wurde Duddell Präsident des British Institute of Radiology. Von 1912 bis 1914 war er der bislang jüngste Präsident der IEE, als Mitglied war er schon 1904 aufgenommen worden. In den Jahren 1906 und 1911 lud ihn die Royal Institution of Great Britain dazu ein, die traditionelle Weihnachtsvorlesung zu halten. Eine Tradition, die 1825 von Michael Faraday begründet worden war. Duddel präsentierte die Themen „Signalling to a Distance“ and „Modern Electricity“. Die britische Gelehrtengesellschaft Royal Society wählte ihn 1907 zum Fellow und verlieh ihm 1912 die Hughes-Medaille.
Zu seinen Ehren stiftete das Institute of Physics den „Duddell Medal and Prize“, eine in den Jahren 1923 bis 2008 jährlich oder zumindest alle zwei Jahre verliehene Auszeichnung an verdiente Physiker. Ab 2008 wurde der Name jedoch geändert auf „Dennis Gabor Medal and Prize“.